# Рефлекторная дуга

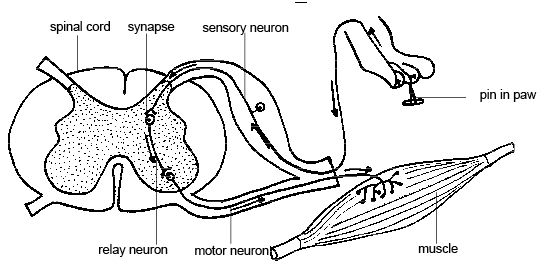
Рефлекторная дуга

Рефлекторная дуга (нервная дуга) — нервный путь, проходимый нервными импульсами при осуществлении рефлекса.
Рефлекторная дуга состоит из:
- рецептора — нервное звено, воспринимающее раздражение;
- афферентного звена — центростремительное нервное волокно — отростки рецепторных нейронов, осуществляющие передачу импульсов от чувствительных нервных окончаний в центральную нервную систему;
- центрального звена — нервный центр (необязательный элемент, например для аксон-рефлекса);
- эфферентного звена — осуществляют передачу нервного импульса от нервного центра к эффектору;
- эффектора — исполнительный орган, деятельность которого изменяется в результате рефлекса.

Различают:
- моносинаптические, двухнейронные рефлекторные дуги;
- полисинаптические рефлекторные дуги (включают три и более нейронов).

Полисинаптическая рефлекторная дуга: нервный импульс от рецептора передаётся по чувствительному (афферентному) нейрону в спинной мозг. Клеточное тело чувствительного нейрона расположено в спинальном ганглии вне спинного мозга. Аксон чувствительного нейрона в сером веществе мозга связан посредством синапсов с одним или несколькими вставочными нейронами, которые, в свою очередь, связаны с дендритами моторного (эфферентного) нейрона. Аксон последнего передаёт сигнал от вентрального корешка на эффектор (мышцу или железу).
Понятие введено М. Холлом в 1850 году. В настоящее время понятие рефлекторной дуги не полностью отражает механизм осуществления рефлекса, был предложен новый термин — «рефлекторное кольцо».
Простейшая рефлекторная дуга у человека образована двумя нейронами — сенсорным и двигательным (мотонейрон). Примером простейшего рефлекса может служить коленный рефлекс. В других случаях в рефлекторную дугу включены три (и более) нейрона — сенсорный, вставочный и двигательный. В упрощенном виде таков рефлекс, возникающий при уколе пальца булавкой. Это спинальный рефлекс, его дуга проходит не через головной, а через спинной мозг. Отростки сенсорных нейронов входят в спинной мозг в составе заднего корешка, а отростки двигательных нейронов выходят из спинного мозга в составе переднего. Тела сенсорных нейронов находятся в спинномозговом узле заднего корешка (в дорсальном ганглии), а вставочных и двигательных — в сером веществе спинного мозга.
Простая рефлекторная дуга, описанная выше, позволяет человеку автоматически (непроизвольно) адаптироваться к изменениям окружающей среды, например, отдергивать руку от болевого раздражителя, изменять размеры зрачка в зависимости от условий освещенности. Также она помогает регулировать процессы, протекающие внутри организма. Все это способствует сохранению постоянства внутренней среды, то есть поддержанию гомеостаза.
Во многих случаях сенсорный нейрон передает информацию (обычно через несколько вставочных нейронов) в головной мозг. Головной мозг обрабатывает поступающую сенсорную информацию и накапливает её для последующего использования. Наряду с этим головной мозг может посылать моторные нервные импульсы по нисходящему пути непосредственно к спинальным мотонейронам; спинальные мотонейроны инициируют ответ эффектора.
дальнейшие исследования показали ошибочность приведённых выше данных.
В частности, на конференции в 1962 году была представлена работа, в которой указано:
"Итак, рефлекторная «дуга» оказалась циклической структурой, в которой непрерывно текут сигналы, передающие информацию. Эта непрерывность потока информации обеспечивает связь между предыдущими и последующими этапами деятельности. Такая циклическая структура имеет множество «входов» для поступления информации как из внешнего мира, так и от рабочих органов организма. Она имеет также множество «выходов».
К большому сожалению, устаревшие данные не позволяют двигаться вперёд и развитие физиологии просто заторможено.